# Callosciurus finlaysonii
Lo scoiattolo variabile (Callosciurus finlaysonii Horsfield, 1823) è un piccolo roditore della famiglia degli Sciuridi, originario del sud est asiatico. Come specie alloctona è presente anche in alcune località d'Italia, dove è stata introdotta accidentalmente.

## Descrizione
Il corpo è lungo circa 21 cm, con una folta coda di 22-24 cm.

Il nome comune di scoiattolo variabile si deve alla grande variabilità di colorazione della sua pelliccia che va dal  nero al rosso, dal bianco al grigio, e può presentare anche combinazioni diverse di tutti questi colori.

## Distribuzione e habitat
Questa specie è originaria del sud est asiatico (Birmania, Thailandia, Laos, Cambogia e Vietnam del Sud).
È stato introdotto dall'uomo in numerosi altri paesi tra cui il Giappone, Singapore, la Gran Bretagna e l'Italia.

In Italia è stata introdotta all'inizio degli anni ottanta in due località: ad Acqui Terme, in Piemonte, e a Maratea, in Basilicata.
La popolazione di Acqui Terme comprende poche decine di esemplari, discendenti di due coppie introdotte nel locale parco cittadino, confinati all'interno di un'area di circa due ettari. L'unico problema creato da questa piccola popolazione, la cui dieta in inverno è costituita per oltre un terzo da corteccia, è rappresentato da danni di modesta entità agli alberi del parco. 
La situazione nell'area di Maratea è invece più preoccupante: i primi esemplari, rilasciati in natura negli anni ottanta, si pensa da un parco privato, hanno esteso il loro areale alla vicina Campania meridionale, nei comuni di Sapri e Vibonati, arrivando ad occupare un territorio che nel 2004 è stato stimato in 26 km quadrati.

## Biologia
È una specie prevalentemente arboricola, con abitudini diurne.

Condivide il suo habitat naturale con un'altra specie di scoiattolo, Menetes berdmorei, che però ha abitudini terricole, ed anche con la Tupaia belangeri, che pur occupando la stessa nicchia ecologica, ha però abitudini più crepuscolari.

### Alimentazione
La sua dieta si basa prevalentemente su semi, fiori e frutti; quando questi, nel periodo invernale, scarseggiano, oltre il 30% della dieta è rappresentato da linfa e corteccia.

### Riproduzione
Le femmine raggiungono la maturità sessuale intorno al secondo anno di vita e danno alla luce in media un piccolo all'anno. L'aspettativa di vita media, considerata l'alta mortalità nel primo anno di vita, è di circa 4 anni, anche se sono riportati casi di sopravvivenza in cattività per oltre 12 anni

## Sistematica
Ne sono note 16 sottospecie:
- Callosciurus finlaysonii finlaysonii
- Callosciurus finlaysonii albivexilli
- Callosciurus finlaysonii folletti
- Callosciurus finlaysonii frandseni
- Callosciurus finlaysonii germaini
- Callosciurus finlaysonii harmandi
- Callosciurus finlaysonii trotteri
- Callosciurus finlaysonii annellatus
- Callosciurus finlaysonii bocourti
- Callosciurus finlaysonii boonsongi
- Callosciurus finlaysonii cinnamomeus
- Callosciurus finlaysonii ferrugineus
- Callosciurus finlaysonii menamicus
- Callosciurus finlaysonii nox
- Callosciurus finlaysonii sinistralis
- Callosciurus finlaysonii williamsoni

## Conservazione
Per il suo ampio areale, la sua adattabilità alle modificazioni dell'habitat e la numerosità della popolazione Callosciurus finlaysonii è classificato dalla IUCN come specie a basso rischio.